# 유시충

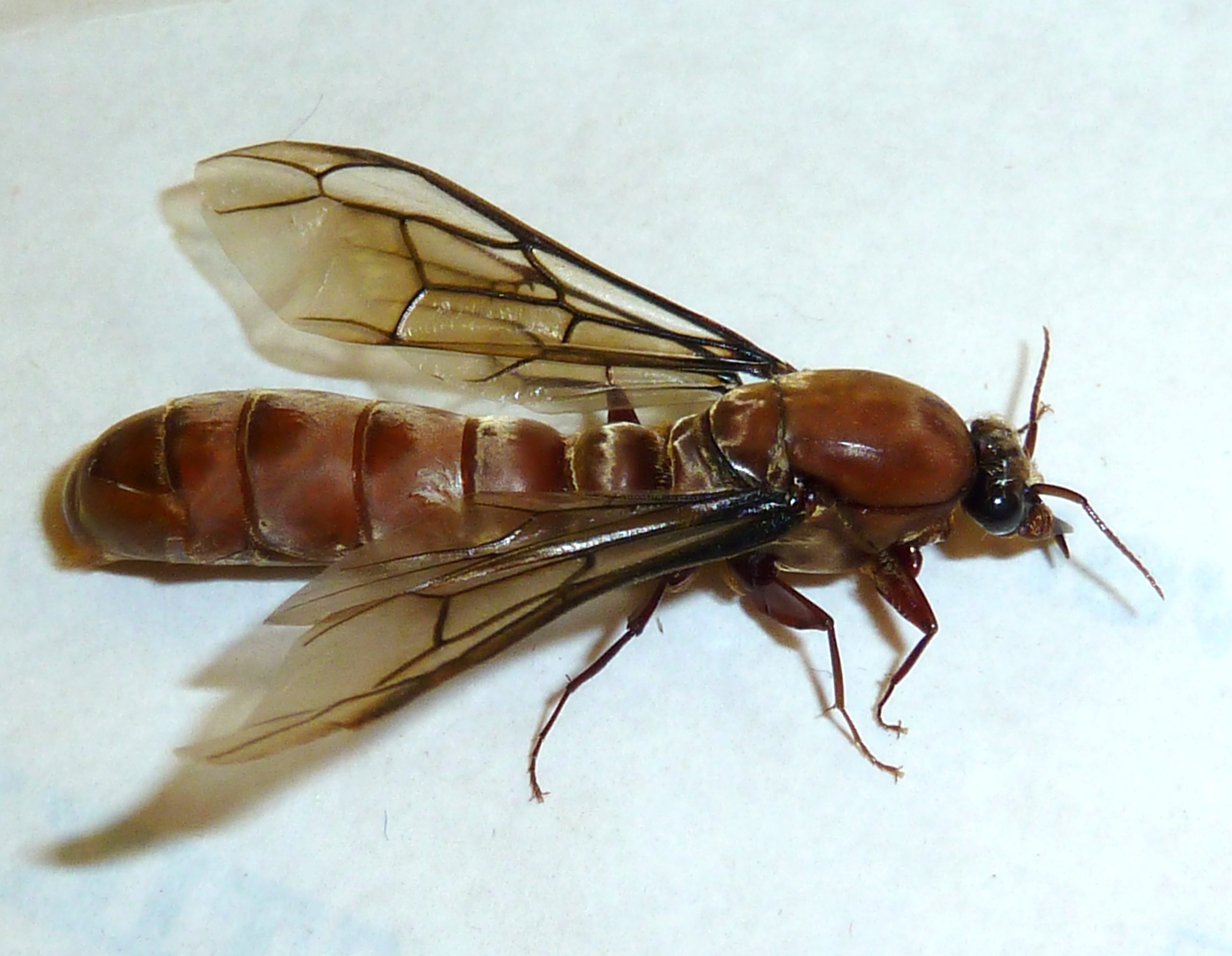
장님개미의 수컷 유시충

유시충(영어: alate)은 진딧물과 어떤 총채벌레의 종류에도 사용되는 용어지만, 대개 사회성 곤충, 특히 개미와 흰개미의 날개가 있는 개체를 의미한다. 벌과 같이 일반적으로 날개가 있는 개체는, 날개의 유무로 생식개체를 구분할 수 없으므로 이 용어를 사용하지 않는다. 유시충 암컷은 일반적으로 생식개체(gyne), 즉 여왕이 되도록 태어나며, 수컷 유시충은 짧은 삶을 살다 교미를 마치면 죽도록 태어난다. (흰개미의 경우는 여왕과 평생 함께하여 "왕"이라고 불린다.) 하지만 날개가 없는 여왕개미(ergatoid, 무시여왕)와 생식하는 일개미(gamergate, 우위자)처럼 날개가 '없는' 생색개체의 존재는 날개가 달린 것과 달리지 않은 생식개체를 구분하는 용어가 필요하도록 한다. 이는 진사회성과 관련된 다형성의 예시다. 낙시충delate은 날개를 떼어버리거나 잃어버린 (낙시dealation) 유시충을 말한다.
진딧물의 경우 무성생식과 유성생식을 번갈아 활용하는데, 유성생식이 가능한 개체는 날개가 존재해 보다 먼 거리를 이동할 수 있고, 이를 유시충이라고 한다.